# Leonard Nordenfelt
Leonard Magnus Nordenfelt (i riksdagen kallad Nordenfelt i Stockholm), född 29 juli 1827 i Surteby församling, Älvsborgs län, död 20 augusti 1900 i Stocksund (folkbokförd i Hedvig Eleonora församling, Stockholms stad), var en svensk militär och ämbetsman. Han var son till Enar Nordenfelt, svärson till William Gibson och far till Hugo Nordenfelt.
Nordenfelt tjänade 1845–1852 som underlöjtnant och löjtnant vid Älvsborgs regemente och 1852–1862 som löjtnant och kapten vid Väg- och vattenbyggnadskåren, deltog i sjösänkningsföretag samt i kanal- och järnvägsbyggande. Han valdes till statsrevisor 1867–1868 och representerade 1868–1885 Göteborgs och Bohus län i riksdagens första kammare. I riksdagen skrev han 17 egna motioner särskilt om anläggning av järnvägar och om tillbyggnad av RD:s hus på Riddarholmen. Andra motioner gällde avskaffande av bergverkstionde och stärkande av gifta kvinnors äganderätt. 
Åren 1881–1894 var han lantmäteridirektör. Nordenfelt var ledamot av Lantbruksakademien från 1883. Han vilar i en familjegrav på Norra begravningsplatsen i Stockholm.